# Alfredo Häberli
Alfredo Häberli, född 1964 i Buenos Aires, är en argentinsk-schweizisk formgivare. 
Häberli har sedan 1991 en egen designstudio. Han har ritat moderna möbler, belysning, textilier, hushållsartiklar och andra designföremål för hemmet likaväl som utställningar, offentliga interiörer, butiks- och restauranginredningar. 
Alfredo Häberli har med sin strama och eleganta stil tagit en naturlig plats bland formgivarna hos skandinaviska designföretag, till exempel Georg Jensen A/S. Han har bland annat formgett porslinsserien Origo (lanserad 1999) och glasservisen Essence (2001), båda för Iittala, samt stolen Jill för Vitra (2011).